# Lex Jacoby
Alex 'Lex' Jacoby (28 février 1930 - 21 novembre 2015) est un écrivain, poète et chroniqueur luxembourgeois né le 28 février 1930 à Junglinster. Il a écrit des romans, des poèmes, des pièces de théâtre. Il a également écrit des chroniques littéraires dans la presse dans les années 1950.

## Biographie
Plusieurs de ses premiers travaux ont été écrits en langue française, cependant Jacoby choisit finalement d'écrire exclusivement en allemand,. Ses thèmes de prédilection sont le lien avec son environnement naturel, la dynamique entre chez soi et l'étranger ainsi que le motif du voyage.
Jacoby a été professeur à Bockholtz, Wahlhausen, puis à Clervaux de 1962 à 1990, avant de se consacrer totalement à l'écriture.
Il est notamment lauréat du Prix de la littérature du ministère de l’Éducation nationale, des Arts et des Sciences en 1957 pour Der Fremde et du Prix Servais en 1996 pour Wasserzeichen,.
Il meurt le 20 novembre 2015.

## Œuvres
- Die Sehnsucht des Schamanen (1952), recueil de contes[2]
- Der Fremde (1954)
- Le Pavot Blanc (1963)
- Luxemburg (1963)
- Der Grenzstein (1963)
- Nachts gehen die Fische an Land (1980)
- Das Logbuch der Arche (1988)
- Der fromme Staub der Feldwege (1990)
- Spanien Heiter bis Wolkig (1994)
- Wasserzeichen (1995)
- Remis in der Provence (2000)
- Wie nicht ganz schwarzer Kohlenstein (2001)
- Die Deponie (2006)